# Iulie 1983
Acest articol este generat integral pe baza informațiilor din articolul 1983 și este actualizat periodic de un robot.
 Editările făcute în articol vor fi șterse la următoarea actualizare! Dacă doriți să faceți modificări, editați articolul-sursă.

ianuarie -
februarie -
martie -
aprilie -
mai -
iunie -
iulie -
august -
septembrie -
octombrie -
noiembrie -
decembrie
Iulie 1983 a fost a șaptea lună a anului și a început într-o zi de vineri.

## Evenimente
- 1 iulie: Grecia preia Președinția Consiliului Comunităților Europene.
- 21 iulie: La stația Vostok din Antarctica de Est, se înregistrează cea mai scăzută temperatură de pe Pământ, -89,2°C  (−128,6°F; 184°K).

## Nașteri
- 1 iulie: Marit Larsen, cântăreață norvegiană
- 3 iulie: Dorota Masłowska, scriitoare poloneză
- 4 iulie: Melanie Fiona, cântăreață canadiană
- 5 iulie: Jonás Manuel Gutiérrez, fotbalist argentinian
- 5 iulie: Zheng Jie, jucătoare chineză de tenis
- 6 iulie: D.Woods (Wanita Woodgette), cântăreață americană
- 7 iulie: Jakub Wawrzyniak, fotbalist polonez
- 8 iulie: Branko Grahovac, fotbalist bosniac (portar)
- 10 iulie: Marius Cocioran, atlet român
- 10 iulie: Gabi (Gabriel Fernández Arenas), fotbalist spaniol
- 13 iulie: Sebastian Nerz, politician german
- 13 iulie: Carmen Villalobos, actriță columbiană
- 14 iulie: Igor Andreev, jucător rus de tenis
- 15 iulie: Marcos Maidana (Marcos René Maidana), boxer argentinian
- 15 iulie: Heath Slater (n. Heath Miller), wrestler american
- 15 iulie: Gianina Șerban, politiciană română
- 16 iulie: Adrian Piț (Adrian Florin Piț), fotbalist român
- 17 iulie: Valentin Borș, fotbalist român (portar)
- 18 iulie: Aaron Gillespie, muzician american (The Almost)
- 18 iulie: Parid Xhihani, fotbalist albanez
- 19 iulie: Nicolae Grigore (Nicolae Adrian Grigore), fotbalist român
- 19 iulie: Dejan Martinović, fotbalist bosniac
- 20 iulie: Máximo González, jucător argentinian de tenis
- 21 iulie: Milan Jovanović, fotbalist muntenegrean
- 22 iulie: Arsenie Todiraș, muzician din R. Moldova
- 23 iulie: Szabolcs Nagy, politician român de etnie maghiară
- 24 iulie: Daniele De Rossi, fotbalist italian
- 25 iulie: Irina Sârbu, cântăreață română de jazz și actriță
- 26 iulie: Radu Dărăban, scrimer român
- 27 iulie: Lorik Agim Cana, fotbalist francez
- 27 iulie: Iulia Lumânare, actriță română
- 27 iulie: Goran Pandev, fotbalist macedonean (atacant)
- 27 iulie: Smiley (n. Andrei Tiberiu Maria), cântăreț, compozitor, prezentator, producător și actor român
- 27 iulie: Jaka Štromajer, fotbalist sloven (atacant)
- 28 iulie: Constantin Arbănaș (Constantin Dorian Arbănaș), fotbalist și antrenor român
- 28 iulie: Vladimir Stojković, fotbalist sârb (portar)
- 30 iulie: Vadim Cobîlaș, rugbist din R. Moldova
- 30 iulie: Richard Kruse (Richard Adam Kruse), scrimer britanic
- 30 iulie: Cristian Molinaro, fotbalist italian

## Decese
- 10 iulie: Estrellita Castro (Estrella Castro Navarrete), 75 ani, cântăreață spaniolă (n. 1906)
- 29 iulie: Luis Buñuel (Luis Buñuel Portolés), 83 ani, regizor spaniol (n. 1900)